# Христо Контров
Христо Павлов Контров (Петров до 1990 г.) е български офицер, адмирал и политик.

## Биография
Роден е през 1938 г. Завършва Висшето военноморско училище във Варна през 1959 г. Служи като командир на торпеден катер. От 1967 г. до 1970 г. е старши помощник-командир на кораба „Смели“. След това и командир на кораба. Завършва Военноморската академия в Санкт Петербург. След това е оператор на Военноморска база. Бил е командир на Военноморска база Варна.
В периода 4 май 1991 г – 4 май 1995 е заместник-командващ Военноморския флот на Република България, като е повишен в еднозвездното висше военно звание контър-адмирал  (еквивалентно на флотилиен адмирал след 2000 г)
В периода 4 май 1995 – 7 май 1998 е командващ Военноморския флот на Република България, като през 1995 г е повишен в двузвездното висше военно звание вице-адмирал (еквивалентно на контраадмирал след 2000 г), а на 5 юни 1996 г. във връзка с преименуване на длъжността е освободен от длъжността командващ Военноморските сили и назначен за началник на Главния щаб на Военноморските сили и командващ Военноморските сили.
На 4 май 1998 г. е удостоен с тризвездното висше военно званиеие адмирал  (еквивалентно на вицеадмирал след 2000 г). На 6 май 1998 г. е освободен от длъжността началник на Главния щаб на Военноморските сили и командващ на Военноморските сили, считано от 7 май 1998 г. На 24 септември 1998 г. е освободен от кадрова военна служба.
След това работи като главен координатор по търсене и спасяване по море към Морска Администрация.
Не е удостояван с четиризвездното висше военно звание адмирал на флотa (армейски генерал) , до 2000 г, нито в четиризвездното висше военно звание адмирал (генерал) след 2000 г, но своеобразно тълкувайки фонетичното съвпадение, в званията преди и след 2000 г - в запаса на военни празници се появява носещ четиризвездното висше военно звание.
Снет през 2001 г. от запас поради навършване на пределната възраст за генерали – 63 г.
Деятел на СДС от 2000 г. Между 2003 и 2007 г. е общински съветник от Варна с листата на СДС. През 2007 г. участва на изборите от квотата на ДПС, но не успява да влезе в общинския съвет. Бил е контрольор на общинското предприятие „Обреди“. 
От 2008 до 2009 г. е областен управител на Варна от квотата на ДПС.
Женен е за сестрата на диригента Георги Робев.

## Военни звания
- Лейтенант (1959)
  - Старши лейтенант (1962)
  - Капитан-лейтенант (1966)
  - Капитан III ранг (1970)
  - Капитан II ранг (1975)
  - Капитан I ранг (1980)
- Контраадмирал (1991)
- Вицеадмирал (1995)
- Адмирал (4 май 1998)